# Péter Gálicz
Péter Gálicz (25 giugno 2000) è un nuotatore ungherese, specializzata nel nuoto di fondo.

## Biografia
Ha rappresentato l'Ungheria agli europei di nuoto di Budapest 2020, disputati nel maggio 2021 presso il Lago Lupa, classificandosi diciassettesimo nella 10 km e ottavo nella 25 km.

## Palmarès
| Anno | Manifestazione | Sede     | Evento | Risultato | Prestazione | Note |
| ---- | -------------- | -------- | ------ | --------- | ----------- | ---- |
| 2021 | Europei        | Budapest | 10 km  | 17º       | 1h52'23"3   |      |
| 2021 | Europei        | Budapest | 25 km  | 8º        | 4h37'32"7   |      |
| 2022 | Mondiali       | Budapest | 25 km  | Bronzo    | 5h02'35"4   |      |